# Fernando Canales Clariond
Fernando de Jesús Canales Clariond (Monterrey, Nuevo León; 21 de julio de 1946) es un abogado y político mexicano, miembro del Partido Acción Nacional. Fue gobernador de su estado natal y ocupó los cargos de secretario de Economía y de Energía en el gobierno del entonces presidente Vicente Fox.

## Trayectoria
Es licenciado en Derecho por la Escuela Libre de Derecho y maestro en administración de empresas por el Instituto Tecnológico y de Estudios Superiores de Monterrey; cuenta con estudios en La Sorbona de París y en el Instituto de Estudios Sociales de La Haya.
Fue miembro del Consejo Nacional del Partido Acción Nacional, diputado federal en la LI Legislatura del Congreso de la Unión de México (1979 a 1982), gobernador del Estado de Nuevo León para el período de 1997-2003; secretario de Economía (2003-2005); secretario de Energía (2005-2006). Fue director varios años de IMSA industrias Monterrey que participa en el sector siderúrgico vendido a Ternium en 2006. Adicionalmente fue asambleísta del Instituto Mexicano del Seguro Social, consejero regional de INFONAVIT.
En el ámbito empresarial, fue presidente de la Cámara Nacional de Comercio, Servicios y Turismo de Monterrey y miembro del Consejo Coordinador Empresarial de Nuevo León.
También fue director general adjunto y vicepresidente del Consejo de Administración del Grupo IMSA, además de tener posiciones en los Consejos de Administración de Empresas de Estados Unidos, Colombia, Venezuela, Brasil, Argentina y Chile. En 2006 fue candidato para senador por parte del PAN.